# Magnus Fürst

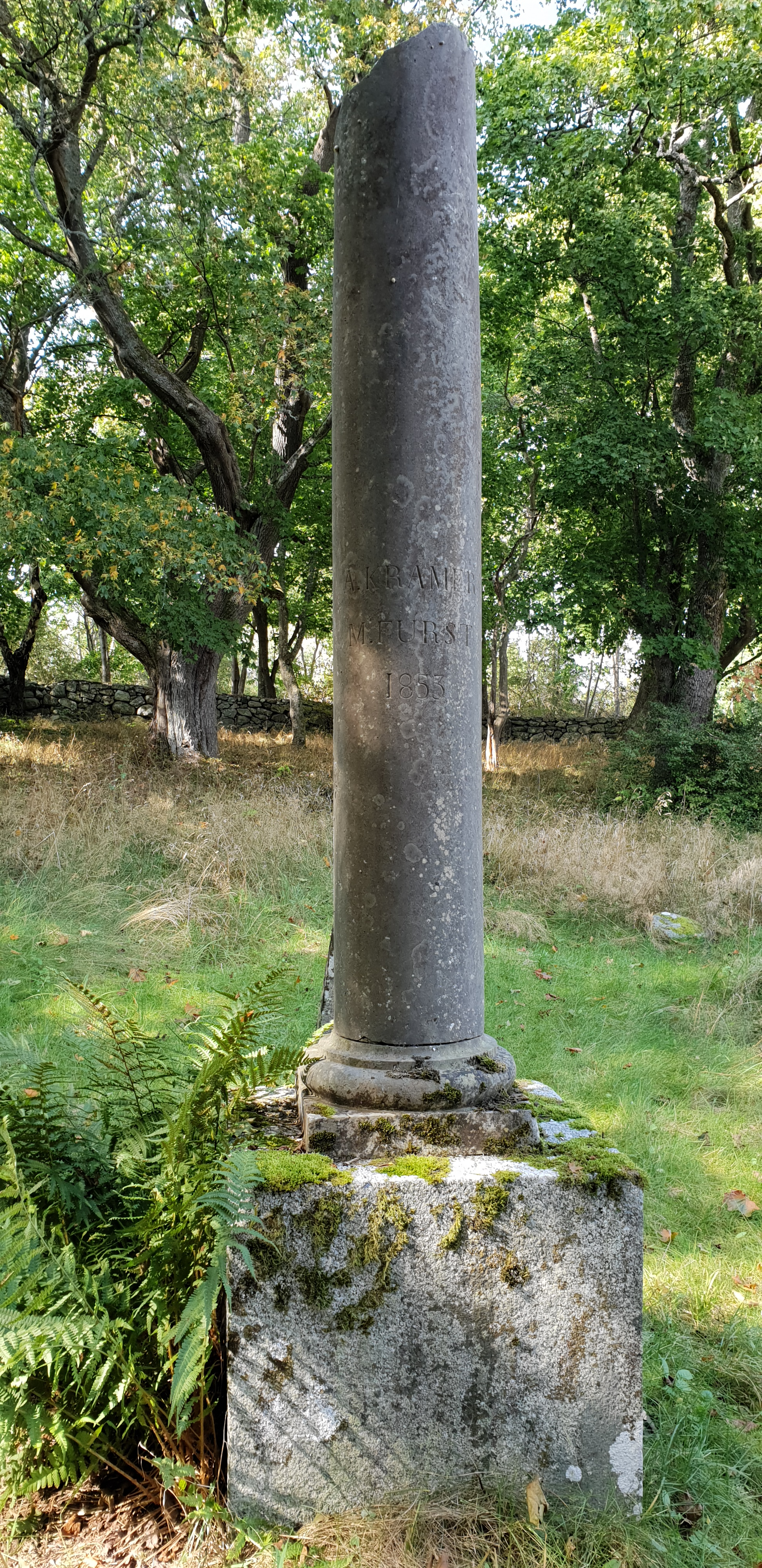
Minnesmonumentet över Fürst och Kramer på Saltö kolerakyrkogård.

Magnus Fürst, född 29 oktober 1823 i Karlskrona, död där 29 augusti 1853, var en svensk läkare och medicine doktor. Han avled i kolera i samband med kolerautbrottet i Karlskrona 1853, och ligger begraven på Saltö kolerakyrkogård.

## Biografi
Fürst föddes 1823 i Karlskrona, in i familjen Fürst, med en lång tradition inom läkaryrket. Han var bland annat bror till läkarna Carl Absalon och Manfred Fürst. I tjugoårsåldern blev han amiralitetsläkare, och under mitten av 1800-talet kommenderades han på korvetten HMS Lagerbielke, som skulle ta sig till Buenos Aires. På väg mot Sydamerika bröt dysenteri ut på fartyget, vilket Fürst som enda läkare ombord fick behandla alla för, trots att han själv hade blivit smittad. Fürst fick även behandla sårade i Buenos Aires, under strider som uppstod där. För sina gärningar under expeditionen tilldelades han guldmedalj "för berömliga gärningar".
Efter återkomsten till Karlskrona verkade Fürst som läkare i staden. Fürst var en av mycket få läkare som var verksamma i staden under kolerautbrottet 1853. Läkarna vid flottan skulle bara ansvara för sjuka inom sina departement, vilket innebar att det fanns stor läkarbrist i de delar av staden som inte tillhörde till Svenska marinen. När Fredric A. Kramer, som var biträdande läkare vid det sjukhus som hade inrättats i rådhuset, avled 24 augusti 1853, tvingades Fürst att själv ombesörja sjukvården vid sjukhuset. Han avled dock själv fem dagar senare, 29 augusti 1853.
Efter epidemin uppfördes ett minnesmonument över Fürst och Kramer vid kolerakyrkogården på Saltö.